# Kaio de Almeida
Kaio Márcio Ferreira Costa de Almeida (* 19. Oktober 1984 in João Pessoa, Paraíba) ist ein brasilianischer Schmetterlingschwimmer.

## Werdegang
Am 17. Dezember 2005 schaffte er seinen internationalen Durchbruch, als er bei den brasilianischen Schwimmmeisterschaften den Kurzbahnweltrekord über 50 m Schmetterling gebrochen hatte und damit dem US-amerikanischen Superstar und Schmetterlingspezialisten Ian Crocker den Weltrekord abnahm.
Bei den Olympischen Sommerspielen 2004 in Athen war er Teil des brasilianischen Schwimmolympiateams. Schlussendlich reichte es dort nur für den 17. Platz über die 100 m und für den 19. Platz über die 200 m Schmetterling.
Sein bisher größter Erfolg ist der Gewinn des Kurzbahnweltmeistertitels auf der 100-m-Schmetterlingstrecke bei den Kurzbahnweltmeisterschaften 2006 in Shanghai.

## Rekorde
Zeichenerklärung
- SAR – Südamerikarekord
- WR – Weltrekord

### Persönliche Bestleistungen

#### Langbahn
- 50 m Schmetterling – 0:23,55 (1. Mai 2009 in Rio de Janeiro)
- 100 m Schmetterling – 0:51,51 (3. September 2009 in Florianópolis)
- 200 m Schmetterling – 1:53,92 SAR (8. Mai 2009 in Rio de Janeiro)

#### Kurzbahn
- 50 m Schmetterling – 0:22,44 (10. November 2009 in Stockholm)
- 100 m Schmetterling – 0:49,44  SAR (11. November 2009 in Stockholm)
- 200 m Schmetterling – 1:49,11 WR (10. November 2009 in Stockholm)

### Internationale Rekorde
| Weltrekorde (1)                | Weltrekorde (1) | Weltrekorde (1)   | Weltrekorde (1) |
| ------------------------------ | --------------- | ----------------- | --------------- |
| 200 m Schmetterling (Kurzbahn) | 01:49,11 min    | 10. November 2009 | Stockholm       |
| Südamerikarekorde (3)          |                 |                   |                 |
| 100 m Schmetterling (Kurzbahn) | 00:49,44 min    | 11. November 2009 | Stockholm       |
| 200 m Schmetterling (Kurzbahn) | 01:49,11 min    | 10. November 2009 | Stockholm       |
| 200 m Schmetterling            | 01:53,92 min    | 8. Mai 2009       | Rio de Janeiro  |
| (Stand: 7. August 2010)        |                 |                   |                 |